# Punta Clarkson
Punta Clarkson ist eine Landspitze an der Bowman-Küste des Grahamlands auf der Antarktischen Halbinsel. Sie ragt am östlichen Ende der Joerg-Halbinsel in das Larsen-Schelfeis.
Eine Hundeschlittenmannschaft der United States Antarctic Service Expedition (1939–1941) erkundete das östliche Ende der Joerg-Halbinsel im Dezember 1940. Argentinische Wissenschaftler benannten die Landspitze im Jahr 1946. Dieser Benennung schlossen sich 1947 chilenische Wissenschaftler an. Beide bewahrten damit die ursprüngliche Benennung der Joerg-Halbinsel als Clarkson Point. Namensgeberin ist Cora G. Clarkson (1898–1981), Tante von Harry Darlington III. (1918–1996), jüngster Teilnehmer an der United States Antarctic Survey Expedition.